# Paar (film)
Pour plus de détails, voir Fiche technique et Distribution.
Paar  (पार, littéralement « la traversée ») est un film indien de Bollywood réalisé par Goutam Ghose, sorti en 1984.

## Synopsis
Le film s'ouvre sur l'incendie d'un village de dalits (intouchables) du Bihar. Un couple, Naurangia (Naseeruddin Shah) et son épouse enceinte Rama (Shabana Azmi) fuit le village en feu et le massacre de ses habitants. Un flashback révèle les évènements qui ont conduit à l'attaque du village. Un nouvel instituteur, aux idées progressistes, avait entrepris de politiser les habitants du village, menaçant ainsi la domination du propriétaire terrien. Il est finalement assassiné par le frère de ce dernier. Naurangia, à la tête d'un groupe de villageois, tue le meurtrier, ce qui conduit en représailles à l'incendie du village. Muni d'une lettre de recommandation, Naurangia et Rama cherchent du travail à Calcutta, sans succès. Ils apprennent que le gouvernement va octroyer une compensation financière aux victimes de l'attaque. Lassés de chercher en vain, ils ne peuvent cependant pas rentrer chez eux, faute d'argent pour payer le voyage. Enfin, on leur propose de faire traverser le Gange, à la nage, à un troupeau de porcs. L'argent gagné leur permettrait de rentrer chez eux, mais la traversée est périlleuse. Lorsque enfin ils atteignent l'autre rive, Rama ne sent plus bouger son enfant. Le film se termine cependant sur une note d'optimisme : Naurangia colle son oreille sur le ventre de sa femme et entend l'enfant bouger.

## Fiche technique
- Titre : Paar
- Titre original : पार
- Réalisation : Goutam Ghose
- Scénario : Partha Banerjee, Goutam Ghose,  Partho Mukerjee
- Histoire :  Samaresh Basu[2]
- Photographie : Goutam Ghose
- Direction artistique : Ashoke Bose
- Montage : Prasanta Dey
- Musique : Goutam Ghose
- Producteur : Swapan Sarkar
- Pays d’origine :  Inde
- Langue : hindi
- Durée : 141 minutes
- Dates de sortie :  Inde : 1984

## Distribution
- Mohan Agashe : Hari Singh
- Shabana Azmi : Rama
- Anil Chatterjee : l’instituteur
- Utpal Dutt : le propriétaire terrien
- Om Puri : Ram Naresh, le chef du village
- Naseeruddin Shah : Naurangia

## Récompenses
- 1984 - Coupe Volpi pour la meilleure interprétation masculine à la Mostra de Venise pour Naseeruddin Shah[3]
- 1985 - National Film Award du meilleur acteur pour Naseeruddin Shah[4]
- 1985 - National Film Award de la meilleure actrice pour Shabana Azmi[5]